# Efi Mantzaraki
Eftyjía Mantzaraki –en griego, Ευτυχία Μαντζαράκη; conocida como Efi Mantzaraki– (Atenas, 12 de noviembre de 1978) es una deportista griega que compitió en vela en la clase Laser Radial. Ganó una medalla de plata en el Campeonato Europeo de Laser Radial de 1995.

## Palmarés internacional
| \| Campeonato Europeo \| Campeonato Europeo \| Campeonato Europeo \| Campeonato Europeo \| \| Año \| Lugar \| Medalla \| Clase \| \| ------------------ \| ------------------ \| ------------------ \| ------------------ \| \| 1995 \| Estambul (Turquía) \| Medalla de plata \| Laser Radial \| |                    |                  |              |
| Campeonato Europeo |                    |                  |              |
| Año | Lugar              | Medalla          | Clase        |
| 1995 | Estambul (Turquía) | Medalla de plata | Laser Radial |